# Turn-Europameisterschaften 1965 (Frauen)
Die fünften Turn-Europameisterschaften der Frauen fanden 1965 in Sofia statt. Věra Čáslavská gewann als zweite Athletin nach Larissa Latynina 1957 alle fünf EM-Goldmedaillen.

## Teilnehmer
| - Belgien - Bulgarien - Dänemark - Deutsche Demokratische Republik - BR Deutschland - Finnland - Frankreich | - Italien - Jugoslawien - Niederlande - Österreich - Polen - Portugal - Rumänien | - Schweden - Spanien - Sowjetunion - Ungarn - Vereinigtes Königreich - Tschechoslowakei |

## Ergebnisse

### Mehrkampf
|      |                  |        |
| Rang | Athletin         | Punkte |
| 1    | Věra Čáslavská   | 38.899 |
| 2    | Larissa Latynina | 38.198 |
| 3    | Birgit Radochla  | 37.998 |
| ...  |                  |        |
| 7    | Ute Starke       | 37.166 |

### Gerätefinals
| Rang | Athletin         | Punkte |
| ---- | ---------------- | ------ |
| 1    | Věra Čáslavská   | 19.750 |
| 2    | Ute Starke       | 19.500 |
| 3    | Larissa Latynina | 19.366 |
| ...  |                  |        |
| 6    | Birgit Radochla  | 18.932 |

| Rang | Athletin         | Punkte |
| ---- | ---------------- | ------ |
| 1    | Věra Čáslavská   | 19.633 |
| 2    | Larissa Latynina | 19.333 |
| 3    | Maria Karachka   | 19.299 |
| 4    | Birgit Radochla  | 19.266 |

| Rang | Athletin         | Punkte |
| ---- | ---------------- | ------ |
| 1    | Věra Čáslavská   | 19.433 |
| 2    | Larissa Latynina | 19.299 |
| 3    | Birgit Radochla  | 19.099 |
| 3    | Larissa Petrik   | 19.099 |

| Rang | Athletin         | Punkte |
| ---- | ---------------- | ------ |
| 1    | Věra Čáslavská   | 19.333 |
| 2    | Larissa Latynina | 19.066 |
| 2    | Birgit Radochla  | 19.066 |

## Medaillenspiegel
|      |                                 |   |   |   |       |
| Rang | Land                            |   |   |   | total |
| 1    | Tschechoslowakei                | 5 | - | - | 5     |
| 2    | Sowjetunion                     | - | 4 | 2 | 6     |
| 3    | Deutsche Demokratische Republik | - | 2 | 2 | 4     |
| 4    | Bulgarien                       | - | - | 1 | 1     |